# Іж Юпітер-3

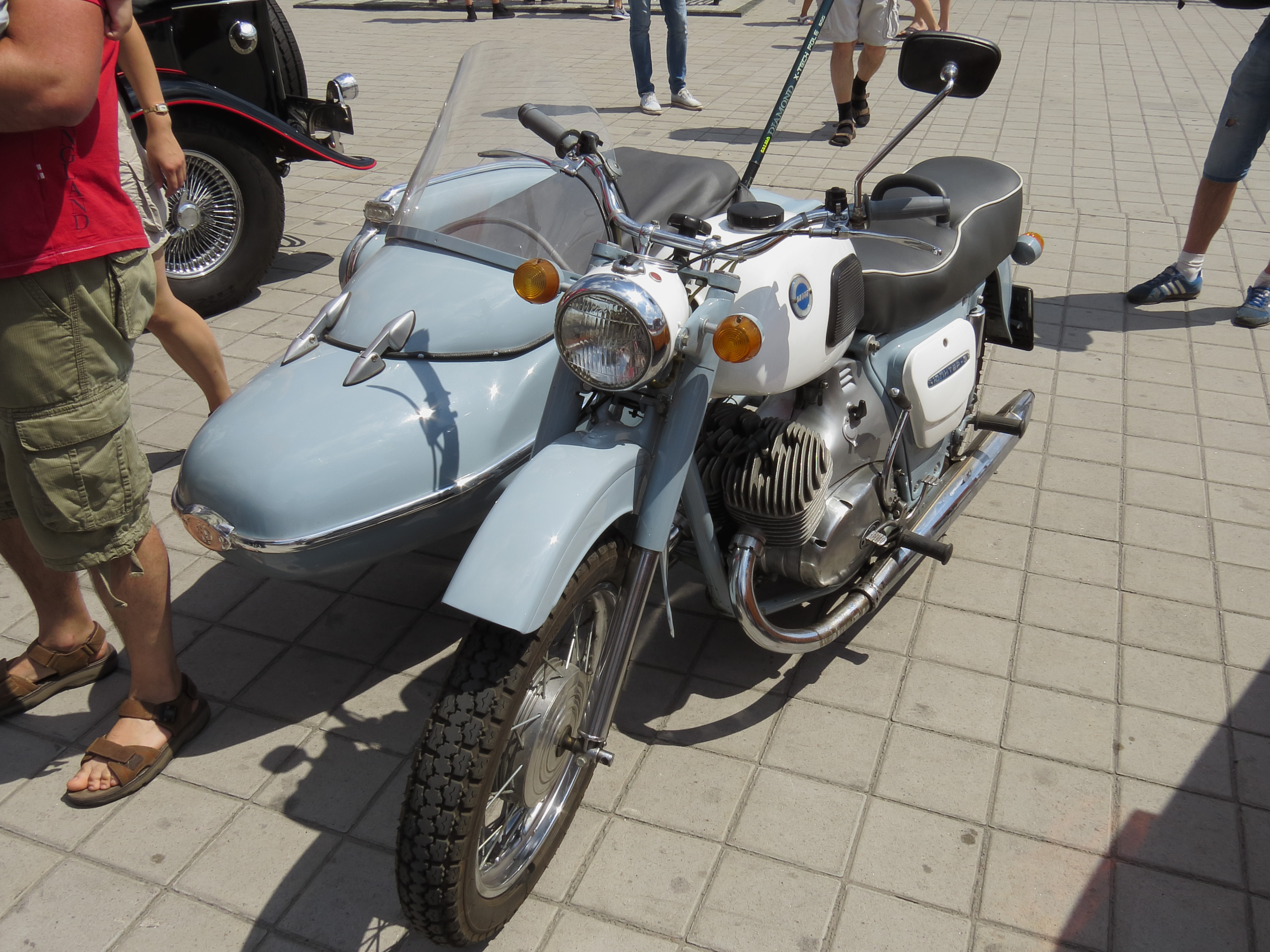
ІЖ Юпітер-3К

Іж Юпітер-3 - дорожній мотоцикл середнього класу, призначений для їзди по дорогах з різним покриттям. Всього було виготовлено 296 711 екз. Іж Юпітер-3 (1971—1977), 471 246 екз. Іж Юпітер-3-01 (1977—1980) і 254 316 екз. Іж Юпітер-3-02 (1979—1981)

## Опис
Вперше показаний був цей мотоцикл в 1971 році.
Проводився він в двох версіях - «ІЖ Юпітер-3» і «ІЖ Юпітер-3К».
Відрізнялися вони тим, що «3К» додатково оснащувався бічною коляскою, але її можна було відчепити від мотоцикла.
На той час «Юпітер-3» мав сучасної зовнішністю і був добре зроблений, хоча за основу і був узятий попередник. Всі елементи мотоцикла кріпилися до трубчастої рами.
Щоб збільшити комфортабельність, збільшили хід передньої підвіски і зробили більш м'якими задні амортизатори.
Змінили форму бака, він перестав бути каплевидним. А ось передня фара не змінилася, в корпусі її продовжував розміщуватися спідометр, замок запалювання і контрольні лампи.
Сидіння - нероздільне, двомісне. До корпусу сидіння знизу кріпилося заднє крило з розміщеним на ньому стоп-сигналом, поворотниками і номерний майданчиком.
Поворотники на сімействі «Іж Юпітер» почали ставитися саме з третьої моделі.
Під сидінням з обох боків мотоцикла розміщувалися бардачки, лівий був призначений для установки АКБ, а правий - для зберігання ключів.
Двигун об'ємом 347 см3 розташовувався під баком, що забезпечувало надходження палива в карбюратор самопливом. Щоб не відбувалося мимовільного витікання бензину, на баку розміщувався краник.
Циліндри мали рядне розташування. При проектуванні нового двигуна для цього мотоцикла переглянули положення ребер циліндрів, що в подальшому забезпечило краще їх охолодження.
Від кожного з циліндрів виходило по одному коліну, до яких прикручувалися дві вихлопні труби, закріплені з боків мотоцикла під підніжками.
Система живлення складалася з одного карбюратора, розташованого за циліндрами і поєднана з ними патрубком з подвійним виходом. У базі до мотоциклу йшли захисні кришки, що прикривають карбюратор.
За рахунок переробки мотора конструкторам вдалося збільшити його потужність на 6 к.с. (25 к.с. при 5700 об/хв), що позначилося на швидкості руху, вона зросла до позначки в 120 км/год.
Коробка передач була виконана разом з мотором. Крутний момент передавався за допомогою багатодискового зчеплення. Привід на заднє колесо здійснювався ланцюгом.
Задня приводна зірочка розташовувалася в алюмінієвому корпусі.
Передня підвіска була виконана у вигляді телескопічної вилки, а задня підвіска була маятникової з двома амортизаторами.
Гальма на обох колесах - барабанні з механічним приводом.
Свого часу цьому мотоциклу було присвоєно Державний знак якості, оскільки він був надійний, легко ремонтуємо, володів легким пуском, в порівнянні з «Іж Планета».
Єдиним слабким місцем у нього була контактна система запалювання. Вона практично складалася з двох контактних систем, по одній на кожен циліндр.
Це позначалося на зручність установки запалювання, важко було домогтися однакового кута випередження на циліндрах.